# Josep Llimona

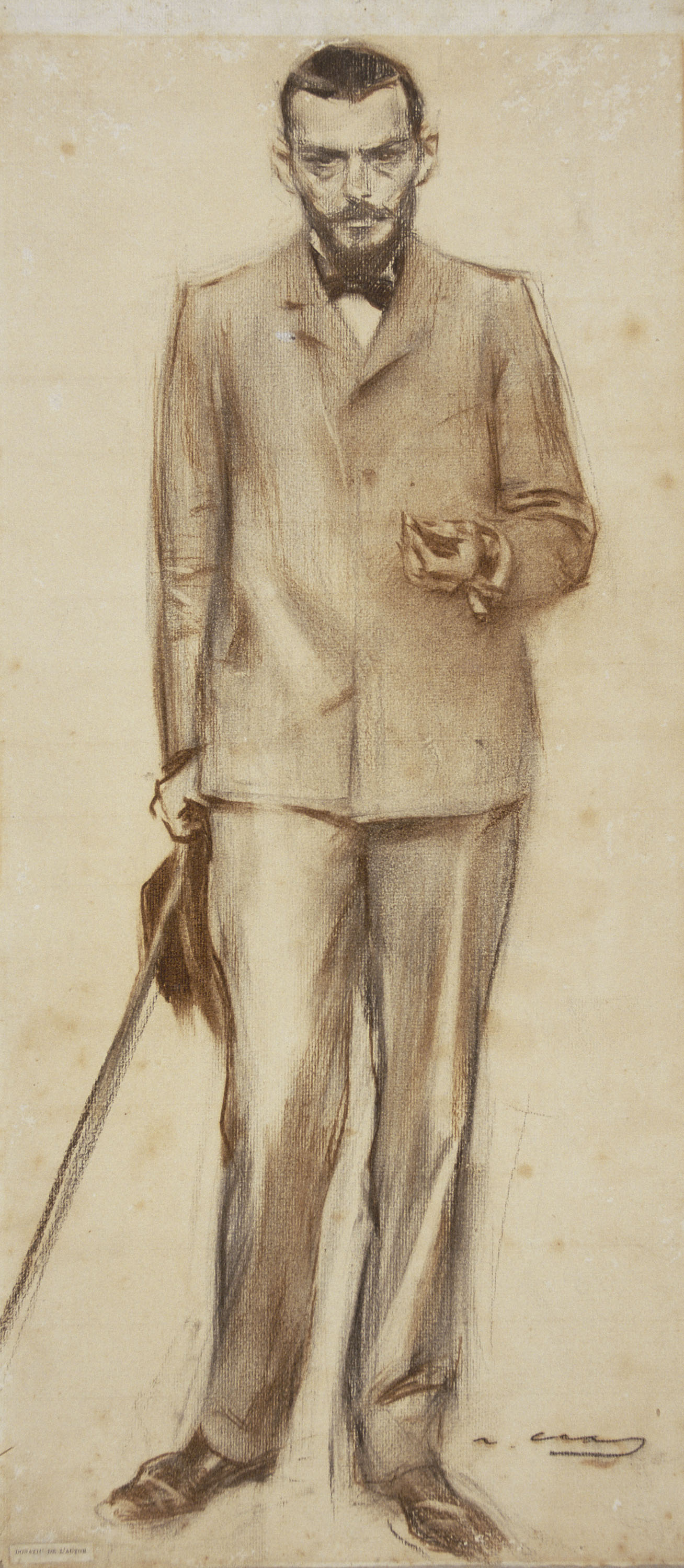
Retrato a lápiz realizado por Ramon Casas (MNAC).

Josep Llimona Bruguera (Barcelona, 8 de abril de 1863-Barcelona, 27 de febrero de 1934) fue un escultor español, considerado uno de los principales representantes del modernismo catalán.

## Biografía
Con nueve años recibió las primeras lecciones de dibujo en casa del pintor Frederic Trias. Estudió en la escuela de la Lonja de Barcelona y en el taller de los hermanos Agapito y Venancio Vallmitjana.
Estando pensionado en Roma por una beca del ayuntamiento de Barcelona, realizó los esbozos para la estatua ecuestre de Ramón Berenguer III en el año 1880.
Sus primera obras fueron académicas, pero a partir de una estancia en París, influido por Auguste Rodin, su estilo derivó hacia el modernismo. Hizo un trabajo extensísimo, realizando exposiciones en Cataluña, Madrid, París, Bruselas y Buenos Aires. Esculpió obra funeraria para panteones de diversos cementerios, destacando El ángel exterminador en el cementerio de Comillas. Tuvo numerosos encargos para monumentos.
Fundó con su hermano el pintor Joan Llimona, el Círculo Artístico de San Lucas en el año 1892.
Se le considera el maestro de la artista Margarida Sans i Jordi.

## Distinciones
- 1888 – Medalla de Oro en la Exposición Universal de Barcelona con la escultura A Ramón Berenguer III.
- 1907 – Premio de Honor de la V Exposición Internacional de Bellas Artes e Industrias Artísticas de Barcelona por Desconsuelo, una de sus obras más famosas, una copia emplazada en el Parque de la Ciudadela de Barcelona y un mármol en el Museo del Prado de Madrid.
- 1932 – Medalla de Oro de la ciudad de Barcelona
- 1918-1924 – Presidente de la Junta de Museos de Barcelona y de 1931 hasta su muerte en 1934.

## Obras destacadas
- 1888 – Friso para el monumento del Arco de Triunfo de Barcelona

– Ocho relieves para el monumento a Colón, Barcelona
– A Ramón Berenguer III, Plaza de Ramón Berenguer III el Grande, Barcelona (fundida en bronce en 1950 por Frederic Marès)
- 1890 – Sagrado corazón. Iglesia parroquial de Tarrasa
- 1891 – Modestia (MNAC, Barcelona)
- 1892 – Virgen del Rosario. Museo del Monasterio de Montserrat
- 1895 – El ángel exterminador. Cementerio de Comillas en Cantabria
- 1896 – La Crucifixión de Jesús. Quinto Misterio de Dolor del Rosario Monumental de Montserrat
- 1897 – San Nicolás y los pescadores. Iglesia de San Nicolás en Bilbao
- 1901 – El Nacimiento de Jesús. Tercer Misterio de Gozo del Rosario Monumental de Montserrat
- 1903 – Desconsuelo, Parque de la Ciudadela, Barcelona (el original se encuentra en el MNAC, Barcelona)
- 1903-1910 – Monumento al Doctor Robert, Plaza de Tetuán, Barcelona
- 1903-1916 – Cristo Resucitado. En colaboración con Antoni Gaudí, para el Primer Misterio de Gloria del Rosario Monumental de Montserrat
- 1914 – Relieves del monumento a Rafael Casanova. Barcelona
- 1914 – El forjador, Plaza de Cataluña, Barcelona (copias en la Plaza del Universo y la Escuela del Trabajo de la misma ciudad)
- 1916 – San Jorge. Escalera de honor de la Casa de la Ciudad de Barcelona

– Monumento a José María Usandizaga. San Sebastián
- 1920 – El entierro de Cristo. Claustro de la Catedral de Barcelona
- 1924 – San Jorge a caballo. Parque de Montjuic, Barcelona
- 1925 – Desnudo femenino (MNAC, Barcelona)
- 1925 – Fuente de la Belleza
- 1928 – Figura femenina, Plaza de Cataluña, Barcelona
- 1929 – El beso de Judas. Catedral de Tarragona
- 1930 – El baño (MNAC, Barcelona)
- 1931 – Fuente de la doncella. Parque Rivadavia, Buenos Aires

## Galería

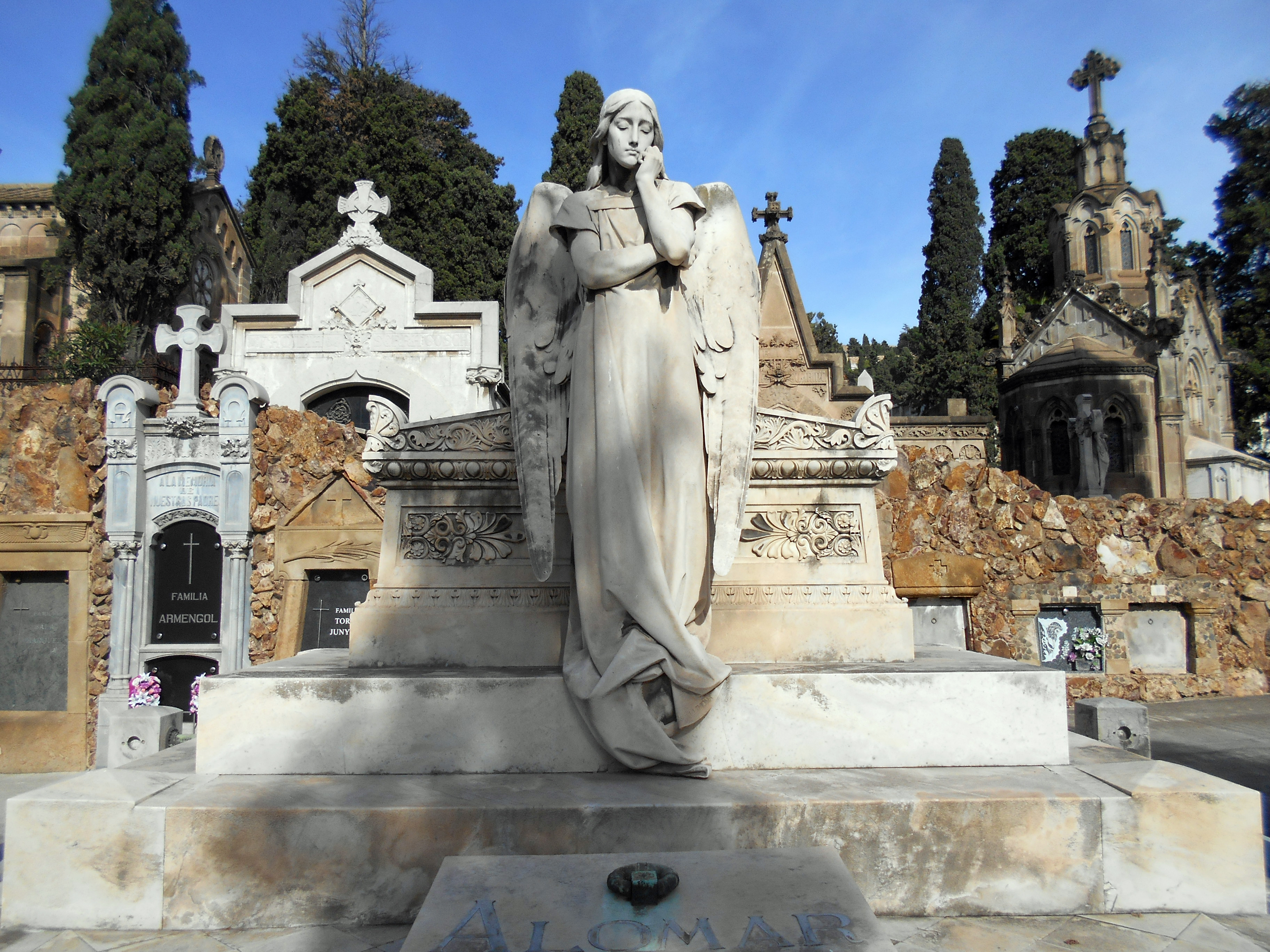
Panteón Alomar Estrany, cementerio de Montjuic (1893).
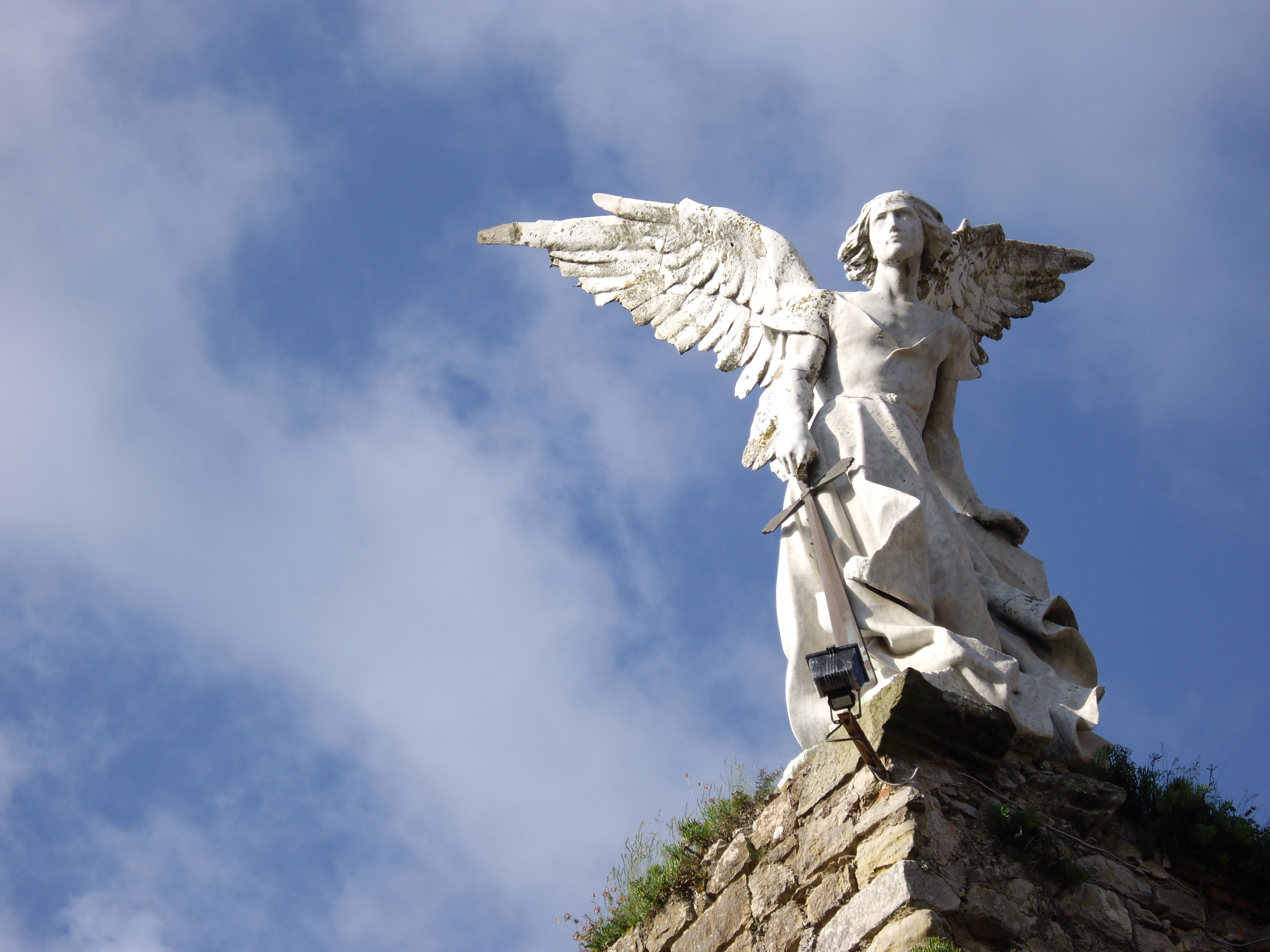
El Ángel Exterminador (1895), cementerio de Comillas (Cantabria).
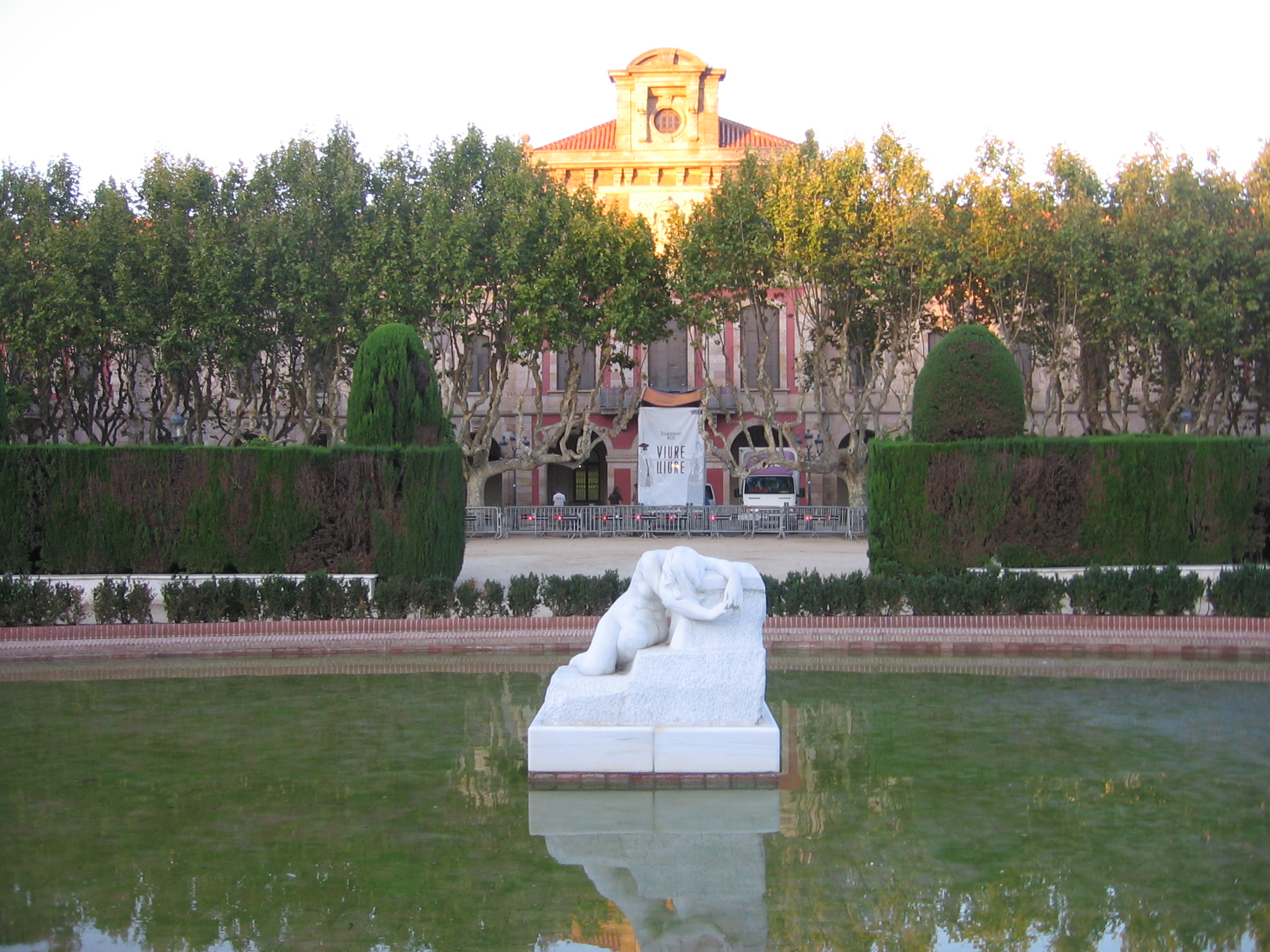
Desconsuelo (1903), parque de la Ciudadela, Barcelona.
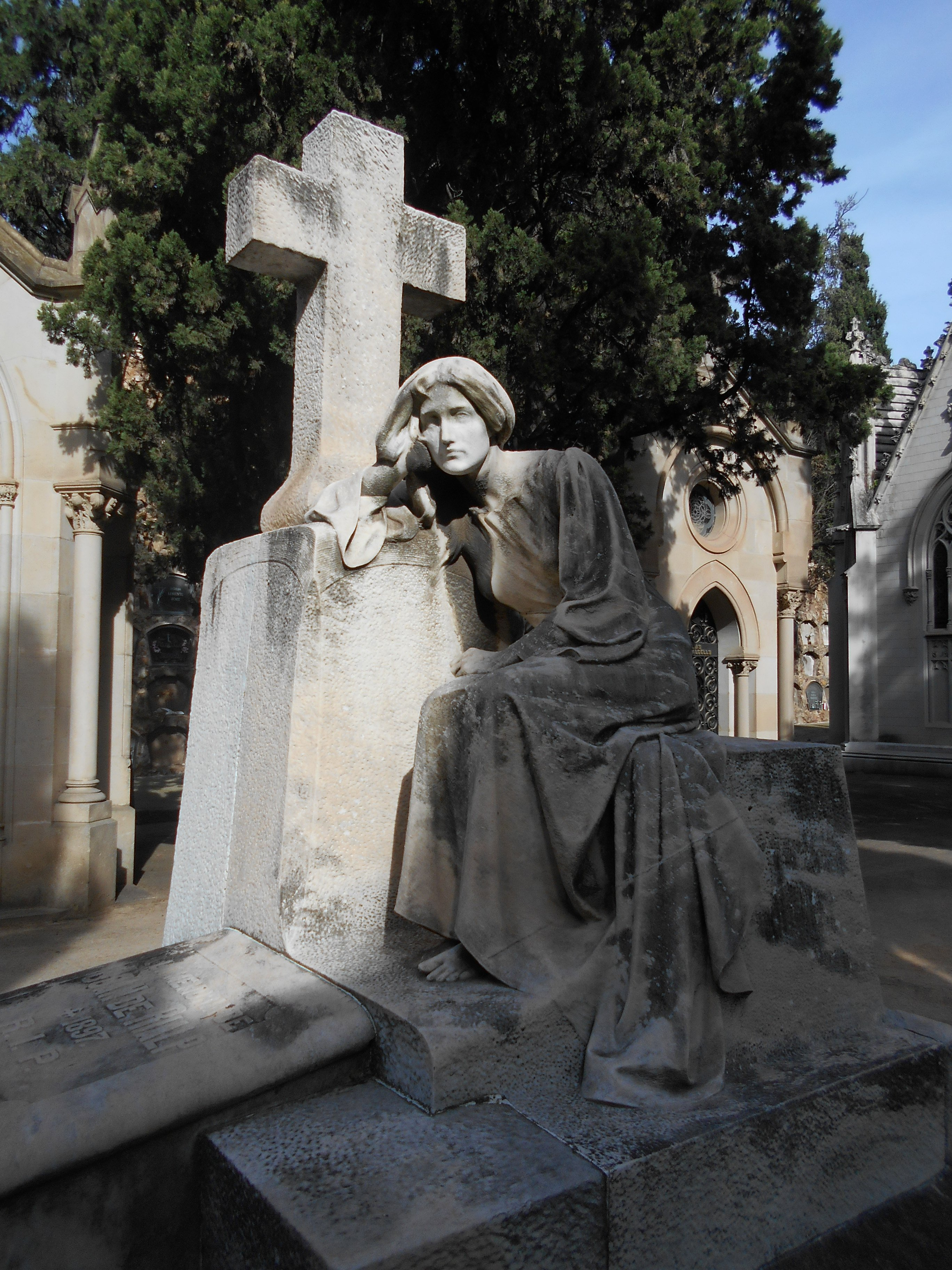
Panteón Joan Rialp i Ventura, cementerio de Montjuic (1906).
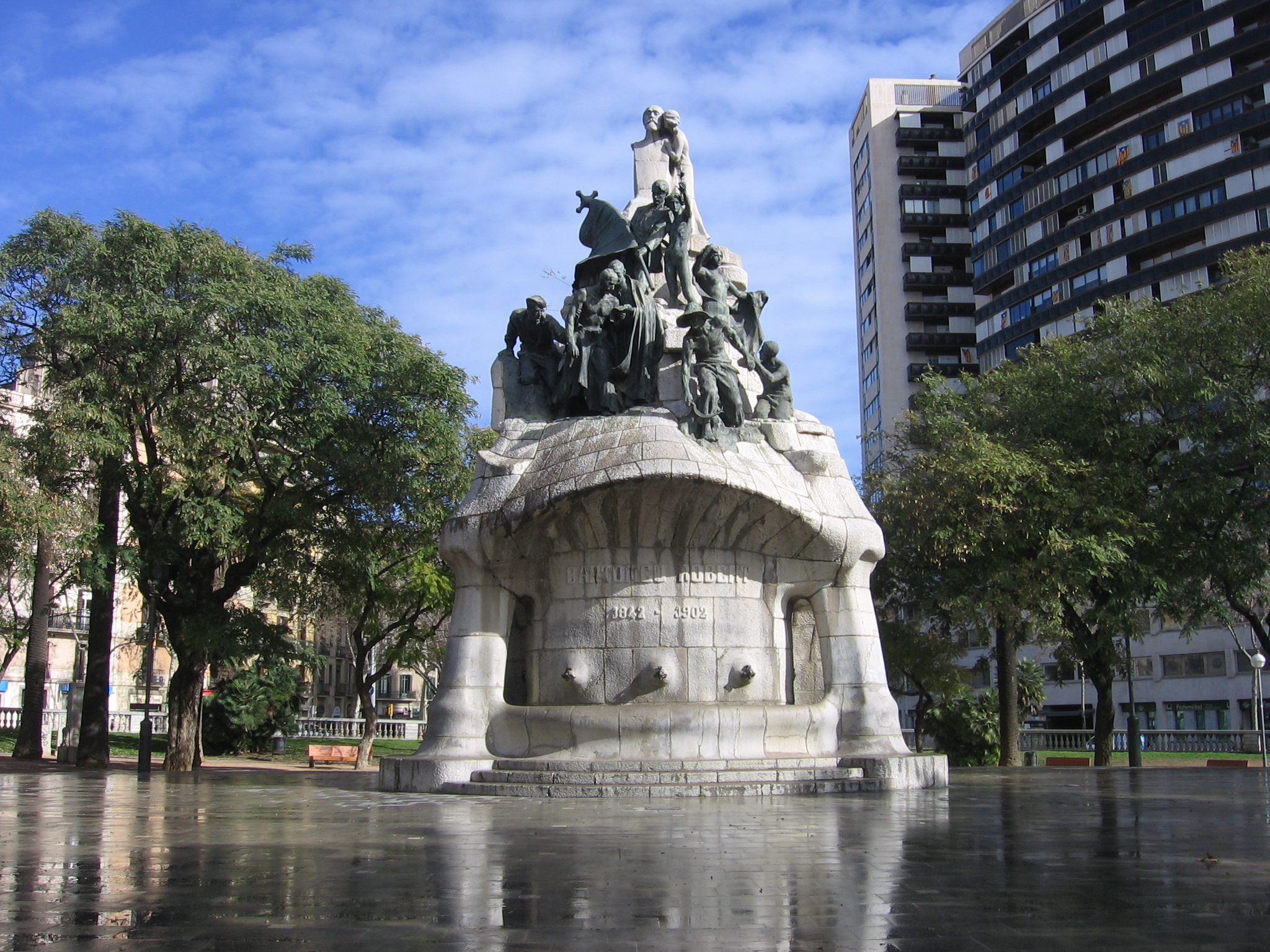
Monumento al Doctor Robert (1910), plaza de Tetuán, Barcelona.
El entierro de Cristo (1920). Claustro de la Catedral de Barcelona.
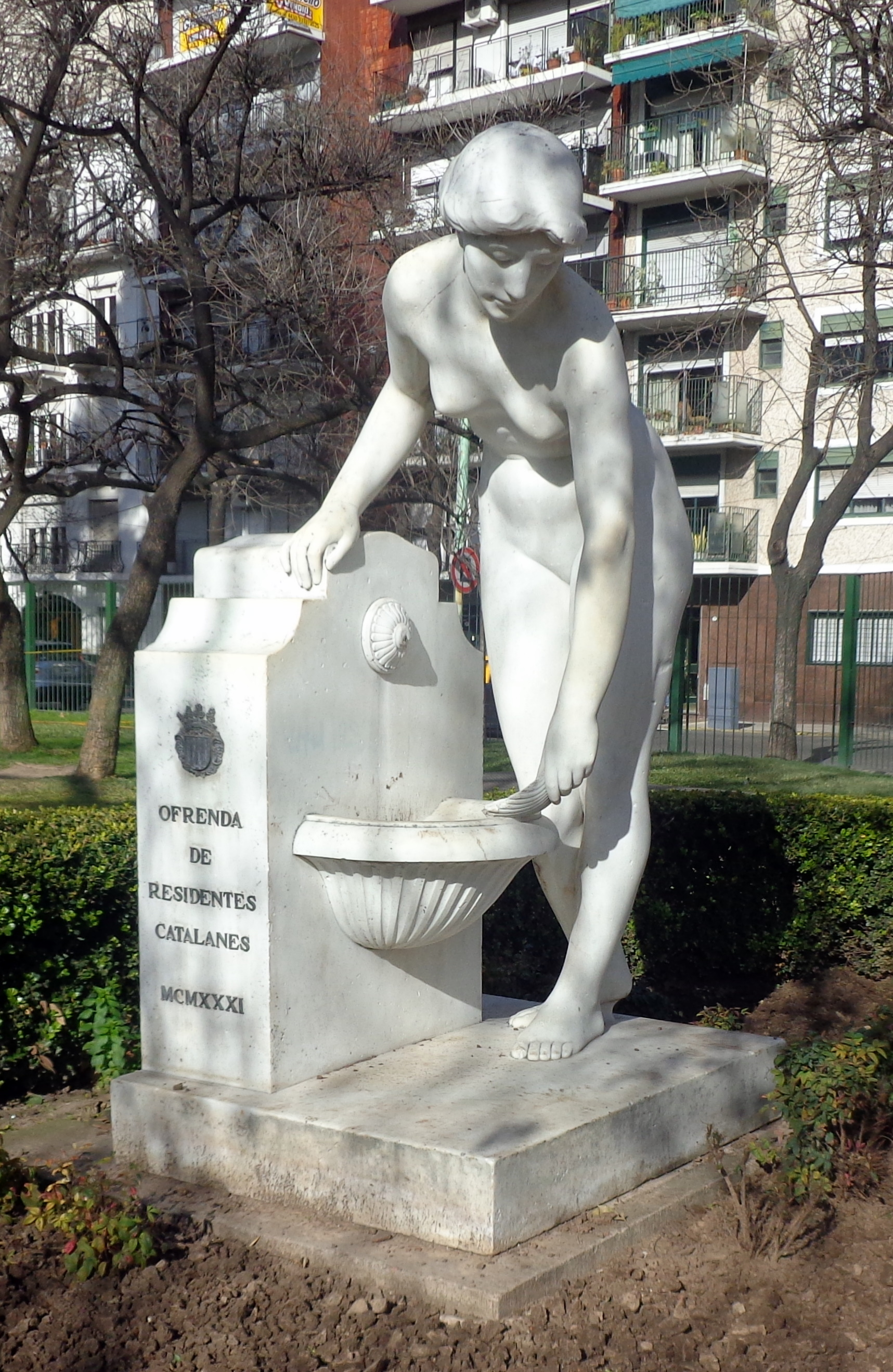
Fuente de la doncella (1931), Parque Rivadavia, Buenos Aires.
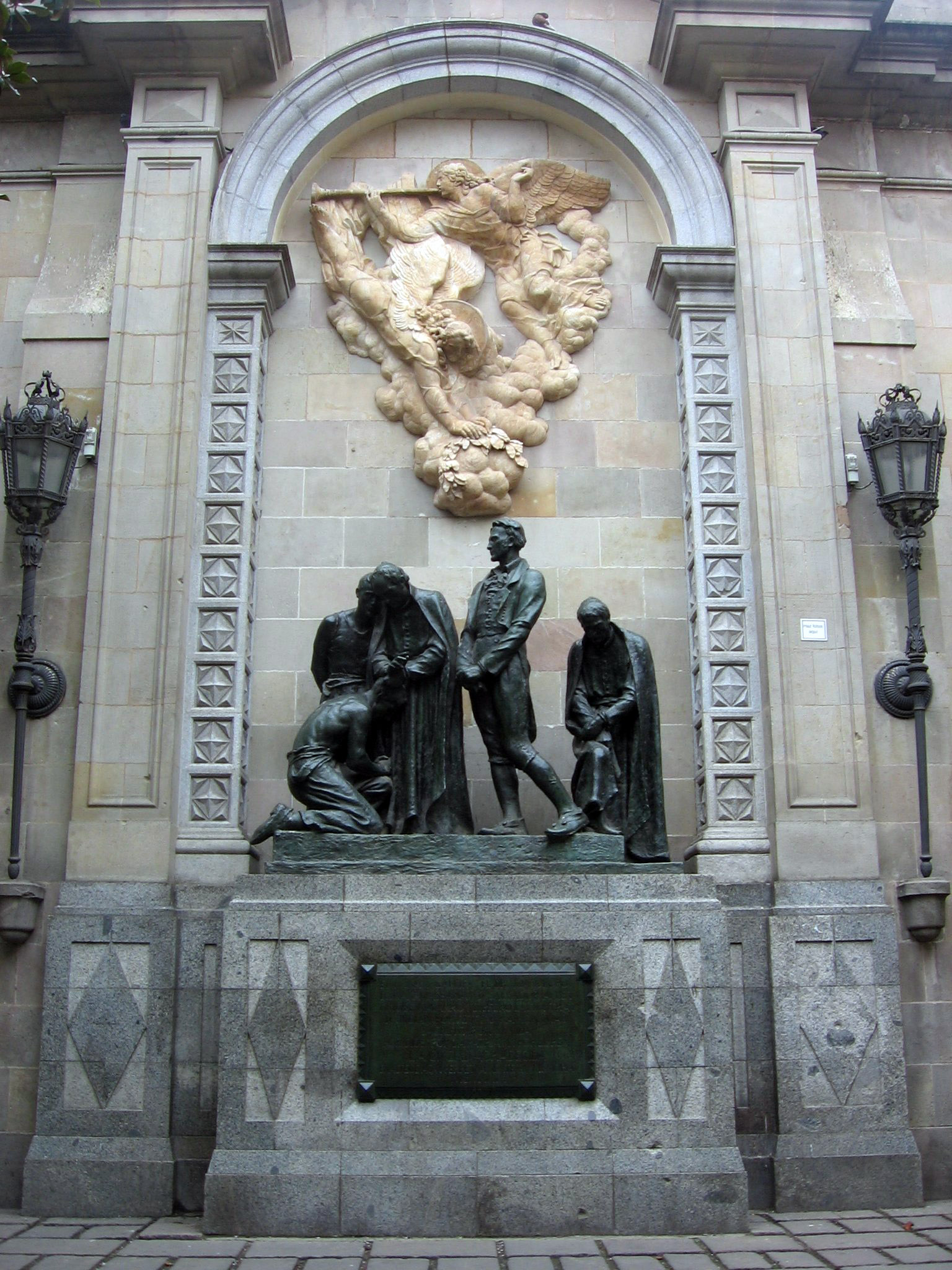
Monumento a los Mártires de la Independencia (1941), plaza Garriga i Bachs, Barcelona.
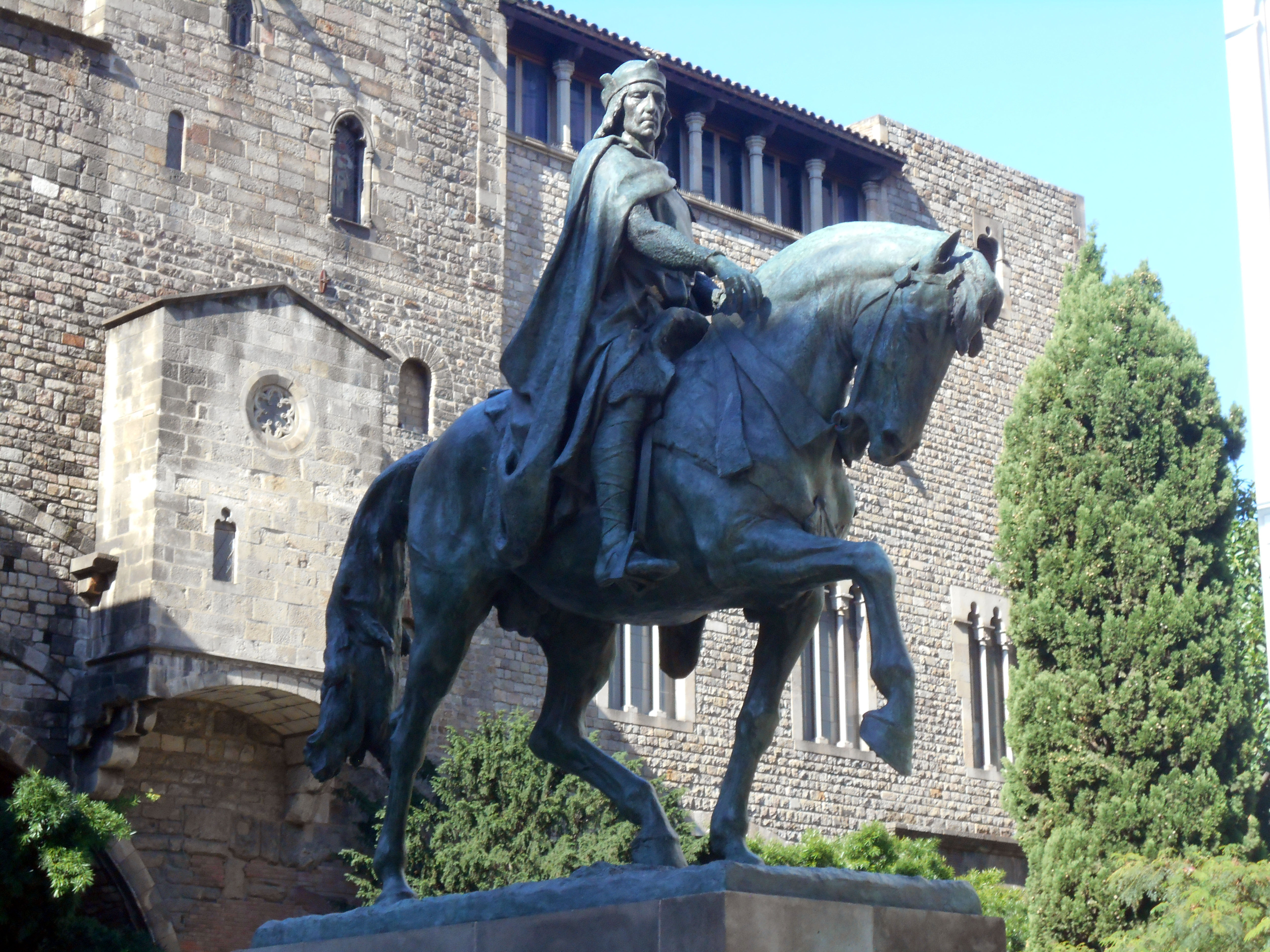
Ramón Berenguer III el Grande (1950), Barcelona (basada en un original de Josep Llimona de 1888).